# Lotnisko Borkum
Port lotniczy Borkum (Flugplatz Borkum) – port lotniczy położony na wyspie Borkum, w Dolnej Saksonii (Niemcy).